# Hopklaver
De hopklaver (Medicago lupulina) is een kruipende, vaste plant uit de vlinderbloemenfamilie (Leguminosae of Fabaceae). De hopklaver groeit op voedselrijke grond in gras- en bouwland en langs wegen en dijken. Ze komt van nature voor in Eurazië en Afrika.
De stengels zijn opstijgend en de plant wordt 5-50 cm hoog. De hopklaver bloeit in tros met één tot vijftig 2-3 mm grote, heldergele bloempjes. De bloeiwijze ziet eruit als hoofdjes op lange stelen, langer dan de bladstelen. De bloeiperiode is van april tot oktober.
De plant draagt een niervormige, eenzadige peul met een doorsnede van 2 mm.

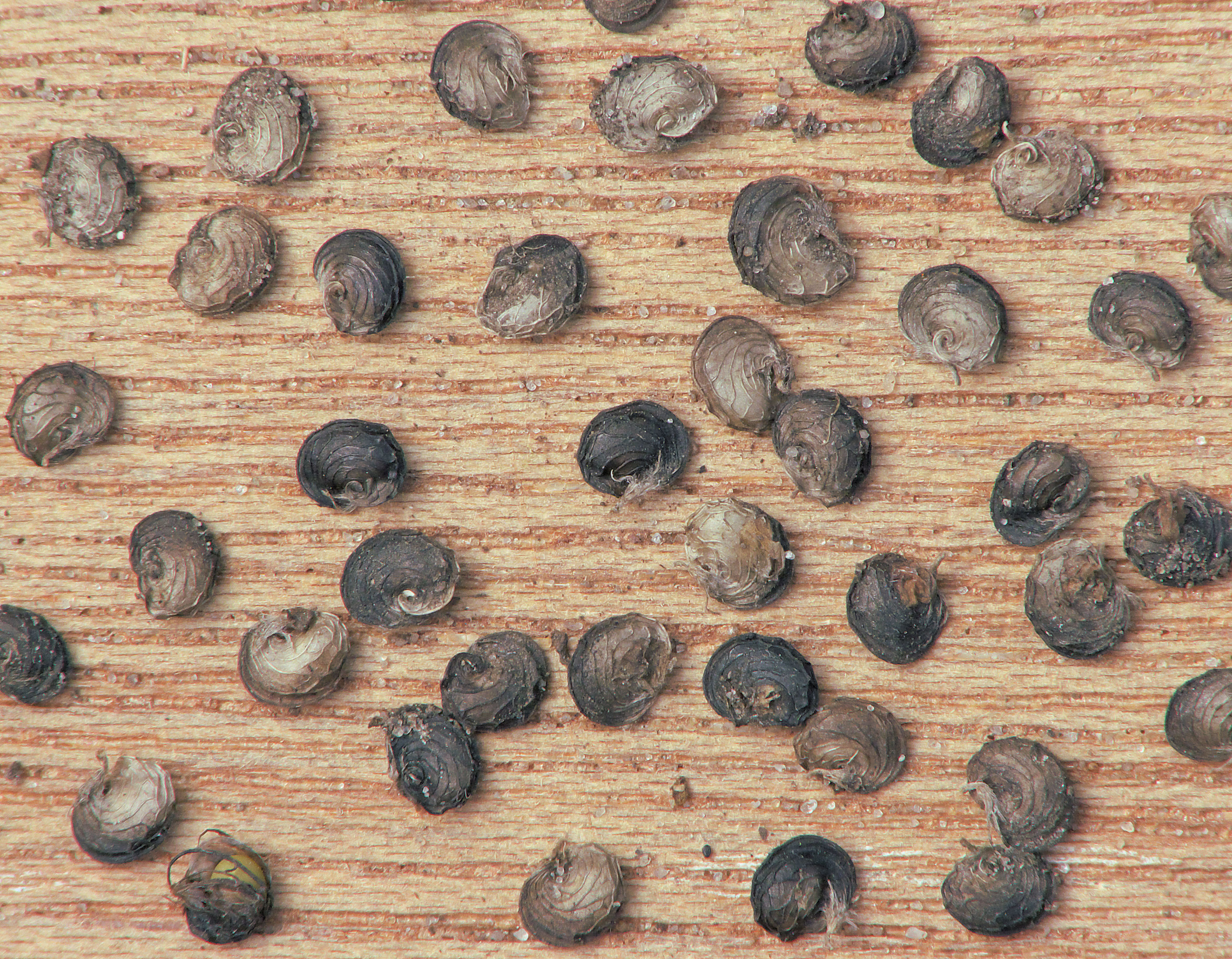
Peulen
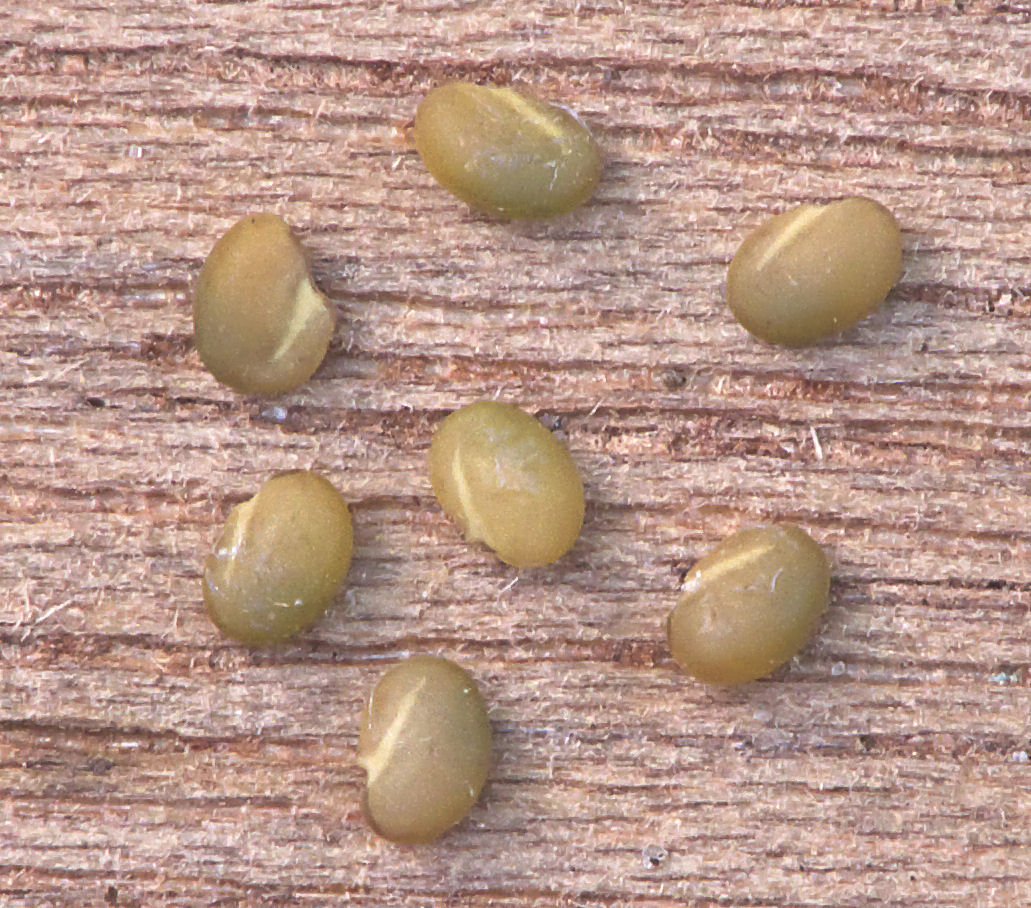
Zaden

De rijpe zaden zijn zwart.
De blaadjes van de hopklaver lijken op die van klaver (Trifolium). Er zijn drie, omgekeerd eironde, 3-20 mm lange deelblaadjes die aan de voet smaller zijn. De onderzijde ervan is behaard. De steunblaadjes zijn fijngetand.